# Partit Socialista de França (1902-1905)
- Per l'actual Partit Socialista de França (PS), consulteu Partit Socialista (França).

El Partit Socialista de França (PSdF) o en francès, Parti Socialiste de France, va ser un partit polític francès creat oficialment el 1902 i que constitueix una etapa a la reunificació dels socialistes francesos a la Segona Internacional de 1905. El 1901 ja s'havia unificat amb el nom d'Unitat Socialista Revolucionària (USR).
El Partit Socialista de França es va crear oficialment al congrés de Commentry, l'any 1902, per fusió de dos partits, el marxista Partit Obrer Francès (POF), de Jules Guesde, i el blanquista Partit Socialista Revolucionari de França, dirigit per Édouard Vaillant. Els antics militants del POF formaven les 5/6 parts d'aquest nou partit, és per això que, de vegades, es parla d'aquest partit com al "partit socialista de França guesdista", per diferenciar-lo per exemple del PS actual.
L'any 1905 es fusiona amb el Partit Socialista Francès (PSF) per donar el SFIO, un partit que reagrupa els socialistes francesos fins a la Segona Guerra Mundial i que, després d'un període d'escisions i de decadència, François Mitterrand reagrupa entre 1965 i 1969 amb altres forces d'esquerres per donar l'actual Partit Socialista Francès (PS), la primera secretària del qual, actualment, és Martine Aubry.